# كرايغ دينز
كرايغ دينز (بالإنجليزية: Craig Deans)‏ هو لاعب كرة قدم أسترالي، ولد في 7 مايو 1974 في برث في أستراليا. لعب مع نادي برث غلوري ونيوكاسل يونايتد جتس.

## وصلات خارجية
- كرايغ دينز على موقع قاعدة بيانات كرة القدم.إي يو (الإنجليزية)